# Radio Flash
Radio Flash – nieużywana już obecnie nazwa kilku rozgłośni należących do grupy radiowej Eurozet (wcześniej Ad.point):
- Radio Flash Katowice – aktualnie Antyradio 106,4 FM
- Radio Flash Kraków – oddział katowickiej rozgłośni, powstał w sierpniu 2002
  - od 22.12.2003 do 27.02.2004 Nowe Radio 101,3 FM;
  - od 28.02.2004 do 5.08.2007 Radio Planeta 101,3 FM;
  - od 6.08.2007 do 12.02.2015 Antyradio 101,3 FM;
  - od 13.02.2015 do 3.09.2017 Radio Zet Gold 101,3; obecnie Meloradio Kraków;
- Radio Flash Opole – oddział katowickiej rozgłośni, powstał 18 sierpnia 2001
  - do 12.2001 retransmisja programu katowickiego,
  - od 12.2001 do 05.2002 Nowe Radio 106,2 FM, od 05.2002 do 29.04.2004 Radio Flash Opole,
  - od 30.04.2004 do 29.06.2013 Radio Planeta 106,2 FM;
  - od 30.06.2013 do 3.09.2017 Radio Zet Gold 106,2; aktualnie Meloradio 106,2;
- Radio Flash Konin – autonomiczna rozgłośnia
  - od 25.03.1994 do 23.08.2004 Radio 66 (w ostatnich miesiącach jako Radio 99,6 FM),
  - od 24.08.2004 do 29.02.2008 Radio Flash Konin;
  - od 1.03.2008 do 29.06.2013 Radio Planeta 99,6 FM;
  - od 30.09.2013 do 3.09.2017 Radio Zet Gold 99,6; aktualnie Meloradio 99,6;
- Radio Flash Słupca – oddział konińskiej rozgłośni
  - od 8.05.1997 do 29.07.2004 Wielkopolskie Radio Warta,
  - od 30.07 do 4.10.2004 przerwa w emisji,
  - od 5.10.2004 do 28.11.2005 retransmisja programu konińskiego,
  - od 29.11.2005 do 29.02.2008 Radio Flash Słupca,
  - od 1.03.2008 do 29.06.2013 Radio Planeta 102,9 FM;
  - od 30.06.2013 do 3.09.2017 Radio Zet Gold 102,9; aktualnie Meloradio 102,9.